# Telciu, Bistrița-Năsăud
Telciu (în maghiară Telcs, în germană Teltsch) este satul de reședință al comunei cu același nume din județul Bistrița-Năsăud, Transilvania, România.
Satul este atestat documentar din anul 1334, cu denumirea de Telekus, dar a purtat și numele de Chsech (originar din slavonă). Vechea biserică parohială, greco-catolică, construită în stil neoromanic, este una din cele mai mari biserici rurale din țară și a fost sfințită în anul 1922 de Iuliu Hossu, episcopul greco-catolic de Cluj-Gherla.

## Date geografice

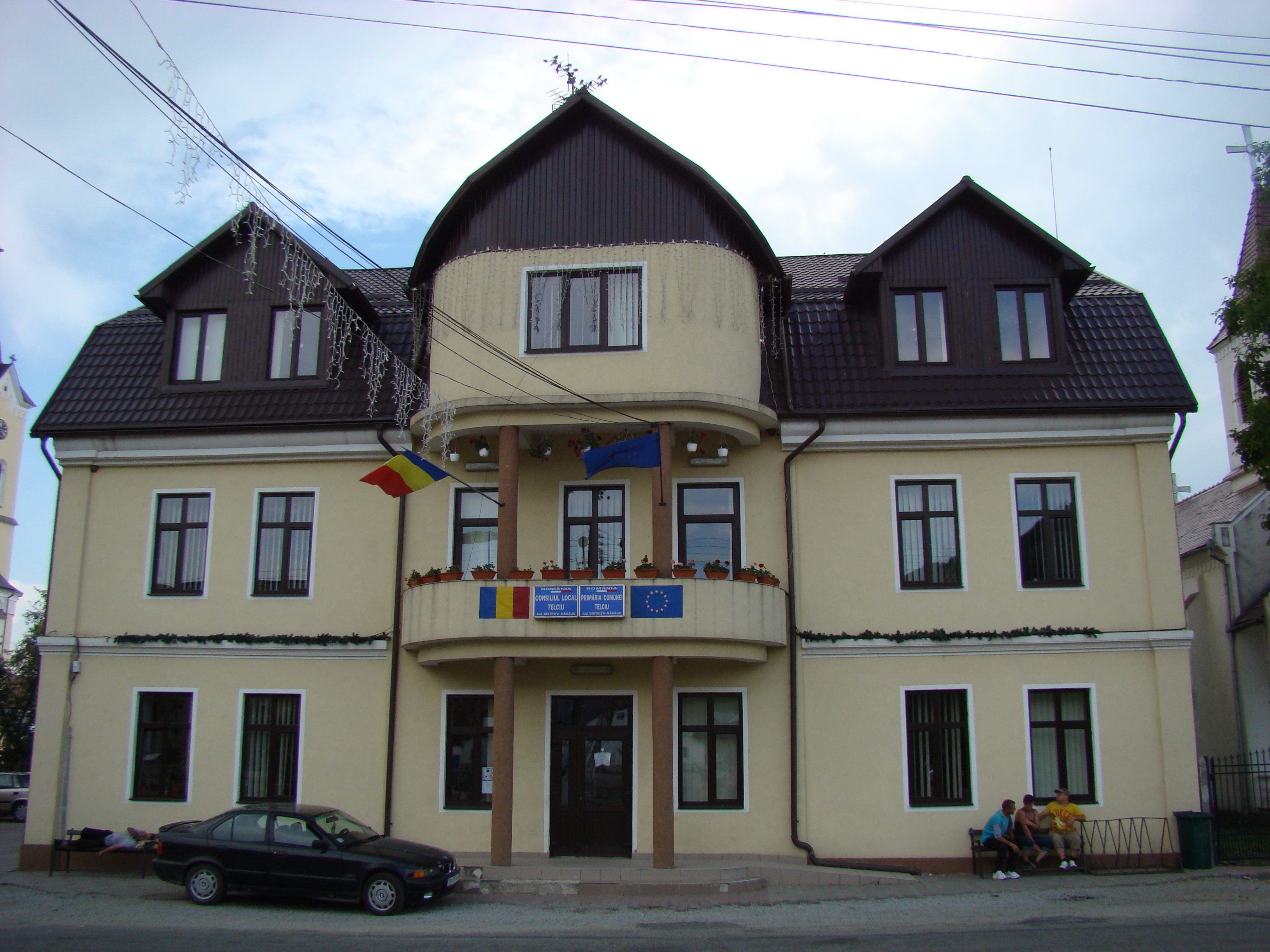
Primăria comunei Telciu

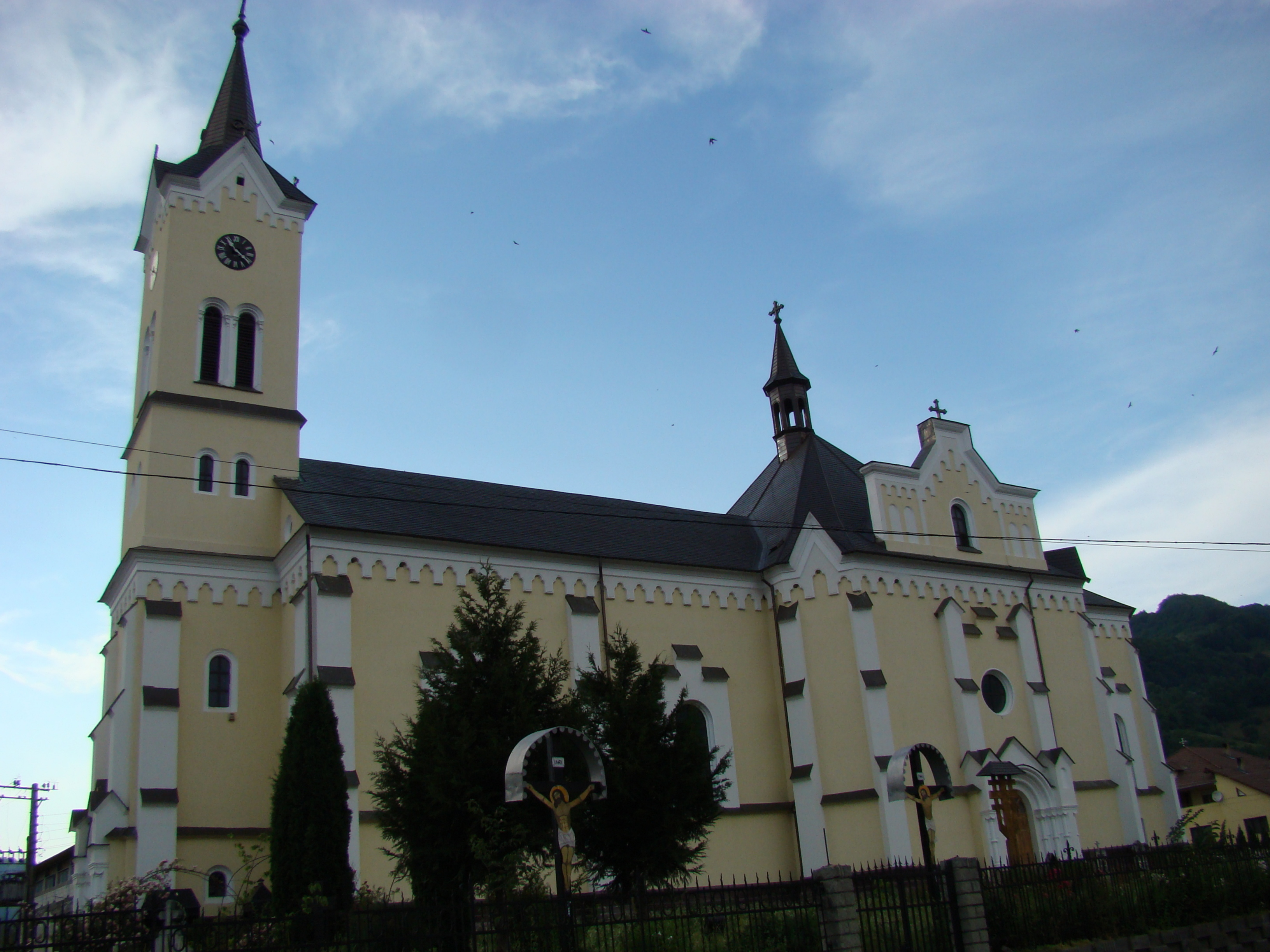
Vechea biserică greco-catolică, construită în stil neoromanic

Satul Telciu este situat pe cursul mijlociu al Văii Sălăuței, la vărsarea râului Telcișor în Sălăuța, la S-E de masivul vulcanic al Țibleșului și la S-V de munții Rodnei. 
Se învecinează cu:
- Romuli în N
- Dragomirești (Maramureș) în N-E
- Rebra și Rebrișoara în E
- Coșbuc în S
- Runcu Salvei (Salva), Suplai, Zagra în V

#### Hidrografie
Cele două râuri ce străbat localitatea sunt râul Sălăuța, care străbate satele Romuli și Fiad colectând apele Văii Strâmbei și râul Fiad. În zonă există și alte izvoare din munți; Telcișorul izvorăște de pe versantul sudic al munților Rodnei și adună în avale o serie de pâraie ca: V. Nisipului, V. Seacă, V. Poienii, V. Luștii, V. Tisei, V. Prisăcele, V. Stejarului și foarte aproape de vărsarea în Sălăuta celebra Vale a lui Stan zisă și Valea Dragostei.

#### Relief
Localitatea Telciu dispune de o mare întindere montană și deluroasă

#### Floră
Păduri de foioase, conifere, pășuni, fânețe, floristică. 

#### Faună
Fauna este reprezentată de câteva exponate de urși, lupi, căprioare și iepuri.

## Istoric
Date exacte despre întemeierea localității nu există, iar prima atestare documentară apare în 1245 într-un document al regelui Bela al IV-lea al Ungariei, în care a fost menționat ținutul Vallis Rodnensis (Vallis Vallachis), care se bucură de drepturi și imunități deosebite avute din vechime. Numele localității se pare că ar proveni din slavonul "CHSECH", care înseamnă vițel (legat eventual de neamul cehilor și moravilor, care erau răspândiți în întregul spațiu panonic). O localitate cu nume identic, Telč (în germană Teltsch), se află în Republica Cehă. În documentul emis de regele maghiar localitatea apare cu numele Chsech și era vorba de o însărcinare către comitele secuilor și preciza să fie ocupat teritoriul comunelor din Valea Rodnei și să fie administrate după drepturile și imunitățiile din vechime, iar din vechime să fie date la tezaurul regal anual 130 de mărci de aur. În acest document se precizează cu numele: "oppidum Radna (Rodna), Sanct Gurgh (Sângeorz), Rebra, Nyrmezeu (Feldru), Naszod (Năsăud), Salva, Chsech (Telciu), Macold (Mocod) și Zagra". Numele localității s-a transformat în timp de la Chsech la Csech, Check, Telc, Telici și apoi Telciu.
În 3 iunie 1475 regele Matia Corvin a emis un act prin care dispune desprinderea teritoriului cunoscut sub denumirea "Vallis Rodnensis", de la comitatul Dăbâca și alipirea la teritoriul orașului Bistrița, "Districtus Saxonicus", menționând clauza expresă ca aceste localități și locuitorii lor să aibă aceleași drepturi, libertăți și privilegii ca și populația săsească a districtului. De asemenea să depindă pe vecie de Bistrița și să plătească aceleași contribuții cuvenite regelui, ca și ceilalți locuitori.
Argumentul recunoașterii statutului de oameni liberi din actul dat de regele Matia Corvin a rămas un leit-motiv în gândirea, mentalitatea și limbajul grănicerilor, fapt confirmat în mare parte de răzmerițele din a doua jumătate a secolului al XVIII-lea, precum și în discursul grănicerilor atât în timpul militarizării cât și după.
Militarizarea Văii Rodnei (1761-1764) a reprezentat pentru populația românească de pe teritoriul cuprins în raza regimentului grăniceresc, un act cu multiplă însemnătate, determinând schimbări majore atât în plan socio-politic cât și la nivelul sensibilității colective. Regimentul al II-lea năsăudean este una dintre unitățile confiniare înființate în a II-a jumătate a secolului al XVIII-lea pe teritoriul Transilvaniei și Banatului având recruți din rândul populației localnice, fiind prelungirea și completarea șirului de formațiuni grănicerești organizate anterior la frontiera de sud și sud-est a Imperiului Habsburgic.
Telciu era sediul companiei a X-a ce cuprinde grăniceri din Hordou, Bichigiu și Romuli.
Opoziția inițială a localnicilor a culminat cu revolta din mai 1763 de la Salva, când grănicerii au refuzat să depună jurământul de credință, soldată cu martirajul bătrânului centagenar Tănase Tudoran, tras pe roată, și a altor patru persoane spânzurate. Motivele fundamentale ale acestui refuz au fost: neînțelegerea și severitatea manifestate de unele cadre ofițerești și extinderea obligațiilor asumate sub jurământ prin datoria de a lupta oriunde peste granițele imperiului, chiar si pe mare, și nu chestiuni confesionale. Au existat însă influențe inhibitorii, negative, venite dinspre patricienii sași ai Bistriței, precum și dinspre mișcările anarhiste ortodoxe din Transilvania, conduse de călugării Visarion Sarai și Sofronie de la Cioara, care vizau înlăturarea unirii religioase cu Roma a românilor transilvăneni.
Stăpânirea habsburgică, motivată de rațiuni politice proprii, a edificat cadrul legislativ ce a înlesnit românilor accesul la educație și mai apoi la o anumită stare de prosperitate, o primă măsură de mare însemnătate pentru evoluția ulterioară a românilor a fost înființarea Bisericii Române Unite cu Roma (Greco-Catolică) prin unirea religioasă de la sfârsit de secol XVII, inceput de secol XVIII. Reformismul iluminist austriac a marcat debutul procesului de instituționalizare a educației pentru românii ardeleni. După înființarea graniței militare s-au luat măsuri de mare importanță cu privire la dezvoltarea învățământului. Grănicerizarea locuitorilor și implicarea profundă a Bisericii Române Unite în îmbunătățirea procesului educațional, cultural si patriotic au avut o pondere covârșitoare în dezvoltarea învățământului și a sistemului educațional, în districtul grăniceresc. De asemenea o contribuție foarte importantă a avut și comandamentul militar, prin  implicarea directă și susținerea financiară a demersurilor școlare, în derularea acestui proces. O primă măsură a fost dată imediat după înființarea regimentului năsăudean, în plină organizare, în 1764, măsură ce prevedea întemeierea a câte o școală la sediul regimentelor de graniță și în fiecare batalion, urmat în 1766 de un alt act normativ ce viza tot organizarea învățământului grăniceresc. După aceste acte normative, s-au înființat în etape succesive cinci școli triviale (Trivialschulen). În prima etapă, până în 1770, s-au înființat școli triviale la Năsăud, Maieru și Monor, iar în a doua etapă , în 1786 s-au înființat la Zagra și Prundu Bârgăului. La începutul secolului al XIX-lea, în 1816 și 1837 școala trivială din Maieru a fost mutată la Sângeorz, iar cea din Năsăud la Telciu. Acestea erau școli elementare, de trei ani, având trei discipline majore: citirea, scrierea și calcularea, având un program superior școlilor populare. Limba lor de predare a fost româna, până în 1837, când, datorită înființării școlilor comunale naționale, s-a hotărât ca în școlile triviale să se predea în limba germană. Aceste școli trebuiau să pregătească, între altele viitori subofițeri și funcționari ai districtului. Însă după 1852, ca urmare a noii politici imperiale, școlile triviale au trecut în subordinea ordinariatelor confesionale, îmbrăcând un caracter confesional (greco-catolic).
La ideea împăratului Iosif al II-lea se înființează la Năsăud „Institutul Militar” (Militär-Erziehungshaus), un „Institut de creștere (educație) militar”, una din cele mai specifice instituții ale unui district militar. Prin hotărârea din 23 februarie 1782, împăratul încuviința folosirea din fondul de provente al regimentului a 6996 fl. În scopul înființării acestei instituții educaționale ce trebuia să pregătească viitoarele cadre necesare armatei și administrației precum și să favorizeze formarea de cetățeni disciplinați și credincioși.
Între 1825-1830 s-au înființat în toate satele grănicerești școli elementare naționale (National-Gemeinde-Schulen), pentru populația districtului militar aceste școli reprezentând cea mai apropiată și mai general frecventată categorie de școli.
Instituția graniței militare se desființează în 1851, fiind înființat apoi Districtul românesc Năsăudean din care face parte și localitatea Telciu.
La Telciu și în mai toate satele din Țara Năsăudului, migrația sezonieră nu a început odată cu anii 2000 și ridicarea vizelor în condițiile aderării României la UE, deși este clar că cele întâmplate în ultimii ani au provocat o mobilitate fără precedent a populației, cu consecințe profunde asupra vieții sociale și economice a comunității. Migrația joacă un rol important în istoria ultimelor trei secole ale comunității telcene. Includerea Telciului în granița militară habsburgică în ultimele decenii ale secolului al XVIII-lea, schimbare care a adus scoaterea din iobăgie a populației transformate în grăniceri, a făcut ca în zonă să migreze locuitori din zonele învecinate, în special din Maramureș. Asta în condițiile în care diferitele conflicte militare în care erau implicați grănicerii, depopulau periodic localitățile de populația masculină.
Perioadele de foamete de la începutul secolului al XIX-lea, determinate de calamități naturale și de conflictele napoleoniene, au pus pe drumuri mulți locuitori ai ținutului, aceștia migrând sezonier sau definitiv în Moldova și Bucovina. Războaiele i-au purtat pe grăniceri prin toate colțurile Imperiului Habsburgic, inclusiv după desființarea graniței militare (1851), când o parte din foștii grăniceri a fost înrolată în noile formațiuni militare. Sfârșitul de secol XIX și începutul secolului al XX-lea au adus mirajul emigrării peste ocean, în Statele Unite ale Americii. În paralel cu migrația populației înspre alte orizonturi, înspre Telciu și localitățile învecinate au sosit o mulțime de evrei, astfel că până la deportările din timpul celui de-al doilea război mondial, în comunitatea Telciu s-a constituit o puternică comunitate iudaică. Ca dovadă a existenței acestei comunități a rămas cimitirul evreiesc din Macoviță și ceva clădiri centrale devenite subiect de interminabile procese. Sinagoga din centrul satului a dispărut de multă vreme.
Anii patruzeci, cu construirea căii ferate Salva-Vișeu, au adus în zonă celebrii brigadieri, pentru ca mai apoi, în anii comunismului, mulți telceni care se îndeletniceau cu tăiatul de lemne să devină migranți sezonieri, muncind „la butin” în diferitele colțuri ale țării. Acest tip de migrație s-a păstrat și în anii post-comunismului, inclusiv în prezent fiind un număr destul de mare de telceni care lucrează în afara satului, la exploatări forestiere. Din rândul acestora, mulți au plecat să taie lemne în străinătate, în special în Austria și Germania.
Un alt tip de migrație sezonieră, întâlnit în anii post-comunismului, îl reprezenta plecarea la cules sau alte munci agricole, în alte zone din județ sau din țară. Mai apoi, dintre cei implicați în acest tip de migrație, alături de generații mai noi, multe persoane au ajuns să plece la munci sezoniere prin serele și plantațiile Europei. La sparanghel și căpșuni, în special. O migrație masivă a avut loc în primii ani de după revoluție, când multe familii s-au mutat cu totul în Banat, cumpărând la prețuri foarte mici fostele proprietăți ale șvabilor și ocupându-se în continuare cu agricultura, doar că pe pământuri mult mai rodnice. Astfel, se poate spune că, pentru Telciu, migrația definitivă sau sezonieră reprezintă o constantă, fiind foarte puține familii care să nu aibă membri implicați în acest proces și fiind prea puține locuri de muncă sau ocupații care să permită asigurarea unui trai decent pentru localnici.

## Demografie
În anul 1900 din cei 3.102 locuitori 2884 erau români, 172 maghiari și 31 germani. Existau și 207 evrei, care și-au declarat drept limbă maternă maghiara, româna sau limba idiș. 2.799 dintre locuitori erau greco-catolici, 207 mozaici și 70 romano-catolici.
În 2002, 3.669 locuitori erau ortodocși, 184 greco-catolici (în realitate se pare că sunt mult mai mulți), 20 romano-catolici, neoprotestanți.

## Evenimente culturale
- Conferințele de Vară de la Telciu/Telciu Summer Conferences

Au debutat în iulie 2012. Până în 2014 s-au derulat trei ediții și au fost publicate 2 volume bilingve (română-engleză și română-germană), care cuprind o bună parte din comunicările susținute în cadrul primelor două ediții. Conferințele au reușit să atragă o serie de universitari și cercetători din România și din străinătate. În 2018, conferințele au ajuns la cea de-a 7-a ediție, dobîndind o largă cunoaștere națională și internațională.
- Școala de vară de la Telciu/Telciu Summer School

Apărută în 2016, Școala de vară de la Telciu este un demers educațional inovativ, inițiat de Valer Simion Cosma, Manuela Boatcă și Ovidiu Țichindeleanu prin Centrul pentru Studierea Modernității și a Lumii Rurale Arhivat în 14 octombrie 2016, la Wayback Machine. înființat în același an, ca o dezvoltare firească a conferințelor internaționale organizate în satul transilvănean Telciu începînd cu 2012.
Școala de vară se desfășoară în afara campusurilor urbane, într-un sat așezat în vecinătatea Maramureșului, pe Valea Sălăuței, fiind parte a „Țării Năsăudului”. Ambele regiuni rurale au identități istorice și etnografice complexe datorită caracterului multietnic, multicultural și multiconfesional. De asemenea, ele au internalizat de-a lungul timpului diferite procese de modernizare și subdezvoltare, urbanizare și ruralizare, înrădăcinare și dezrădăcinare, de la proiectele de militarizare a zonei de către administrația imperială habsburgică, pînă la amplele și multiplele efecte produse de migrația transnațională din anii postsocialismului.
Școala de vară de la Telciu țintește crearea unui loc de întâlnire între universitari, artiști, teoreticieni, practicieni, activiști, studenți, elevi din școlile/liceele locale, tineri și adulți din localitate și din apropiere. Obiectivul nostru este, astfel, realizarea unor discuții relevante pentru viața de zi cu zi despre procesele sociale, politice, culturale și istorice din România și din context regional și global. Școala de vară se dorește un loc și un timp de întâlnire între gândirea decolonială, studiile postcoloniale și postsocialiste, și istoriile locale, care facilitează eforturile necesare pentru o reconstrucție socială, culturală și economică de la bază. Asumînd aceste direcții, Școala de vară pune accent pe importanța cunoașterii și activității locale simultan sau în raport de rezistență cu procesele globale ale puterilor politice, sociale și economice care au format asimetriile sistemului capitalist atât la nivel global, cât și local. Astfel, această inițiativă subliniază rolul și poziția ruralității în crearea lumii contemporane.
Școala de vară de la Telciu propune o schimbare de accent dinspre proiectele metropolitane de dezvoltare rurală înspre abordări care văd în lumea rurală  comunități cu dreptul la un trai demn, care reprezintă un izvor de dezvoltare socio-economică și culturală, nu numai un tărîm al resurselor (resurse naturale, forță de muncă etc.) sau al escapismului.
Școala de vară de la Telciu este ancorată într-o varietate de domenii academice, precum istoria, antropologia, sociologia, filosofia, economia politică și științele politice, după cum reiese atît din cursurile și atelierele propuse în fiecare an, cît și din specializările participanților (cursanți și profesori deopotrivă). În același timp, Școala de vară cuprinde și o serie de activități în comunitate, menite să aducă împreună oaspeții și localnicii într-un exercițiu de învățare cu sens dublu.
Timp de 8 zile, cursurile și atelierele academice sunt completate de:
- ateliere dedicate elevilor din Telciu și localitățile vecine – teatru, introducere în film documentar, modelaj în lut, pictură murală, desen narativ și altele;
- spectacole de teatru politic, urmate de discuții ale artiștilor implicați cu localnicii și cursanții oaspeți;
- proiecții de filme artistice și documentare urmate de discuții;
- proiecții de filme pentru copii;
- lansări de carte și reviste;
- întîlniri cu scriitori și teoreticieni contemporani;
- drumeții prin împrejurimi, asezonate cu povești locale;
- petreceri în discoteca satului și explorări ale gastronomiei locale.

Pe lângă toate acestea, începînd  din 2017, Școala de vară cuprinde și o rezidență de o lună și jumătate, de care beneficiază doi artiști angajați într-un proiect de educație prin artă adresat elevilor din Telciu și  localitățile vecine. Pentru că activitățile reunesc participanți din mai multe țări, începînd cu anul 2017, cu ajutorul prietenilor de la colectivul Acasă din Cluj și al voluntarilor noștri, asigurăm traducere (în cască sau subtitrare)  din și în limbile română, engleză și spaniolă.
Școala de vară de la Telciu reprezintă un efort colectiv de depășire a superficialității și autosuficienței educate – cu privire la ceea ce înseamnă lumea rurală dincolo de diferitele narative și reprezentări –  precum și o încercare de dezamorsare a unora dintre fracturlei și tensiunile care antagonizează societatea autohtonă. Intersectînd lumea universitară și lumea artiștilor cu lumea rurală contemporană, Școala de vară crează un cadru bazat pe respect față de celălalt și cultura sa, deschidere către dialog, solidaritate, toleranță, dorință de cunoaștere și învățare și respingerea oricărei forme de discriminare (de clasă, rasă, gen, vîrstă, etnie/naționalitate, religie/confesiune, educație sau orientare sexuală).
În plan internațional, Școala de vară de la Telciu propune o direcție alternativă de racordare a mediului universitar-cultural-politic autohton la dezbaterile academice, politice și culturale relevante. Pentru cursanții din afara țării, pe lîngă cursurile care nu se limitează la contextul românesc sau european, Școala de vară  reprezintă o oportunitate inedită de explorare și înțelegere a Europei de Est, a istoriilor și moștenirilor sale, în context regional și global.
În 2019, în cadrul proiectului ”Buletin de Telciu. Platformă rurală de educație prin cultură” creat de Centrul pentru Studierea Modernității și a Lumii Rurale pentru a reuni o bună parte din activitățile în comunitate desfășurate în perioada Școlii de vară de la Telciu,  Telciu artistele Katia Pascariu și Mihaela Michailov au avut o rezidență de o lună, derulând un atelier de teatru educațional cu elevi din localitate. În urma atelierului a rezultat spectacolul de teatru „Tot pe drum, pe drum, pe drum!” care a fost prezentat  în cadrul celei de-a 4-a ediții  a Școlii de vară de la Telciu. Ulterior, pe 6 septembrie 2019, spectacolul a avut o reprezentație la Teatrul Educațional Replika din București. 

### Culese din TelciuArhivatîn30 septembrie 2019, laWayback Machine.- Rezidențe de cercetare și creație artistică
Începând cu anul 2018, Centrul pentru Studierea Modernității și a Lumii Rurale Arhivat în 1 octombrie 2019, la Wayback Machine. din Telciu a demarat un program de rezidențe anuale, coordonat de Valer Simion Cosma și Claudiu Lorand Maxim. Proiectul presupune invitarea în fiecare an a unor artiști și cercetători, câte doi pentru fiecare rezidență, pentru a documenta și realiza o creație artistică pornind de la realitatea locală. Prima ediție a găzduit o rezidență de teatru documentar, în cadrul căreia regizorul Claudiu Lorand Maxim și dramaturga Alexandra Voivozean au realizat un text dramatic și un spectacol lectură cu titlul „Primii Bani”, despre primele locuri de muncă ale adolescenților din Telciu și Romuli. Tot în 2018, împreună cu Valer Simion Cosma, regizorul Vlad Petri a început munca la un film documentar despre Telciu, o verisiune a sa fiind prezentată la finalul rezidenței, în cadrul unui turneu în 6 orașe. Ultima rezidență din 2018 i-a avut ca oaspeți pe scriitorul Vasile Ernu și ilustratoarea Veronica Neacșu, care au realizat o carte de povești ilustrate intitulată „Oameni i meserii pe cale de dispariție”. Anul 2019 i-a adus în rezidență pe regizorul Raul Coldea și dramaturga Petro Ionescu, care au documentat și redactat un spectacol despre viața de familie la Telciu, prezentat într-un spectacol lectură în cadrul celei de-a 4-a ediții a Școlii de vară de la Telciu. Le-au urmat regizorul și actorul Andrei Șerban și actrița Mădălina Brândușe care au documentat viața romilor gabori din Telciu, prezentând în cadrul aceleaiași ediții a școlii de vară textul rezultat, în cadrul unui spectacol lectură. O rezidență mai aparte l-a avut ca invitat pe artistul grafic Cristian Grecu, care a lucrat timp de o lună cu copiii de la Școala Gimnazială Romuli, secondat fiind de Gabriela Elena Herța, învățătoare la acea școală.  

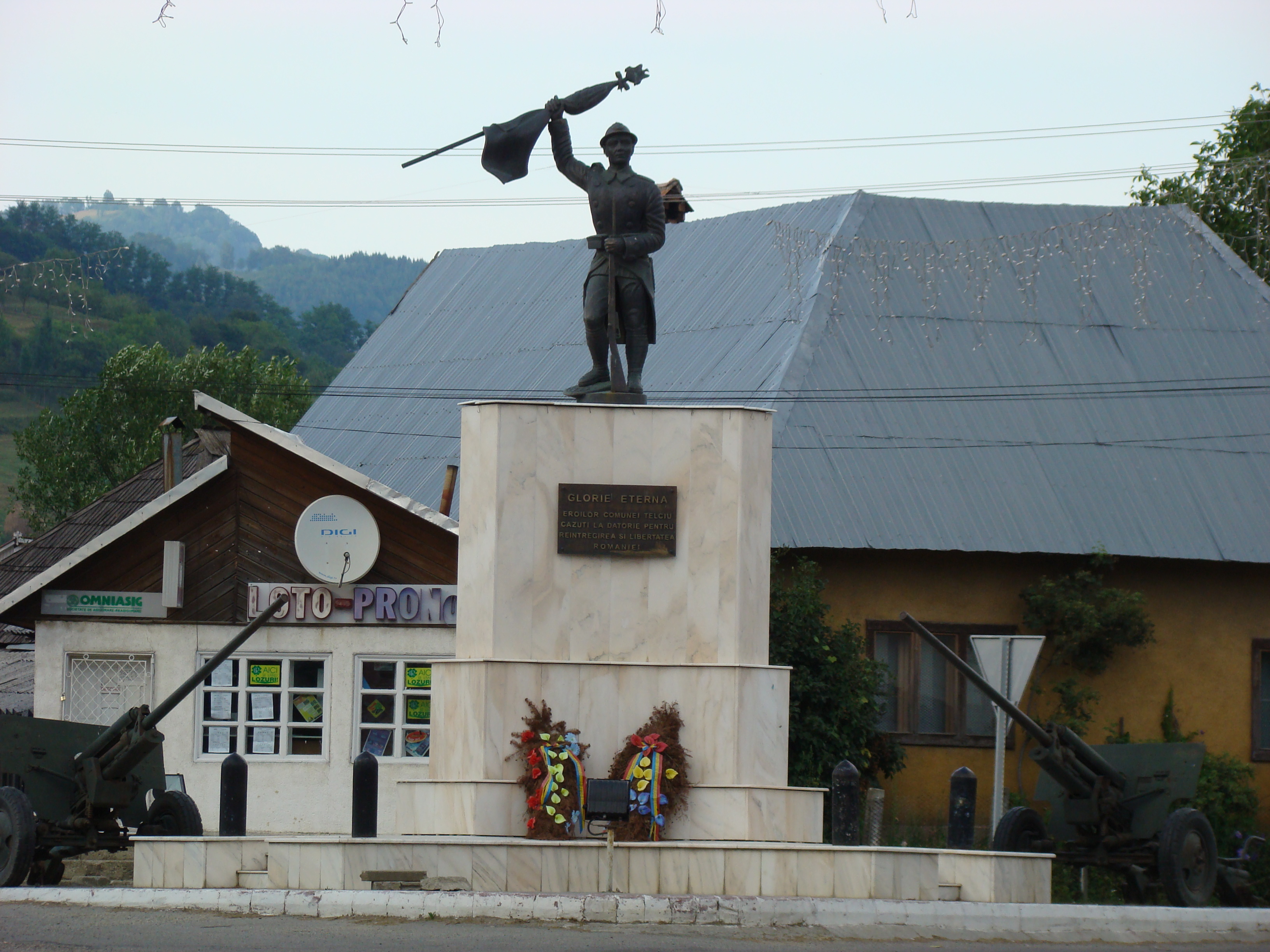
Monumentul Eroilor

## Obiective turistice
Merită vizitată peștera Izvorul Tăușoarelor din Munții Rodnei, una dintre cele mai lungi peșteri din Europa. Recent a fost inclusă în nou înființatul Parc Național al Munților Rodnei, și totuși drujbele mai susură balada banului murdar. 
- Rezervația Tăușoare-Zalion (71 ha).

## Personalități
- Valeria Peter Predescu (1947-2009), solistă de muzică populară
- Gelu Vlașin (n. 1966), scriitor